# Aeroportul Oodnadatta
Aeroportul Oodnadatta (IATA: ODD, ICAO: YOOD) este un aeroport din Australia de Sud, Australia.
Situat la o altitudine de 115 m, aeroportul dispune de o singură pistă.